# Vot (alegeri)

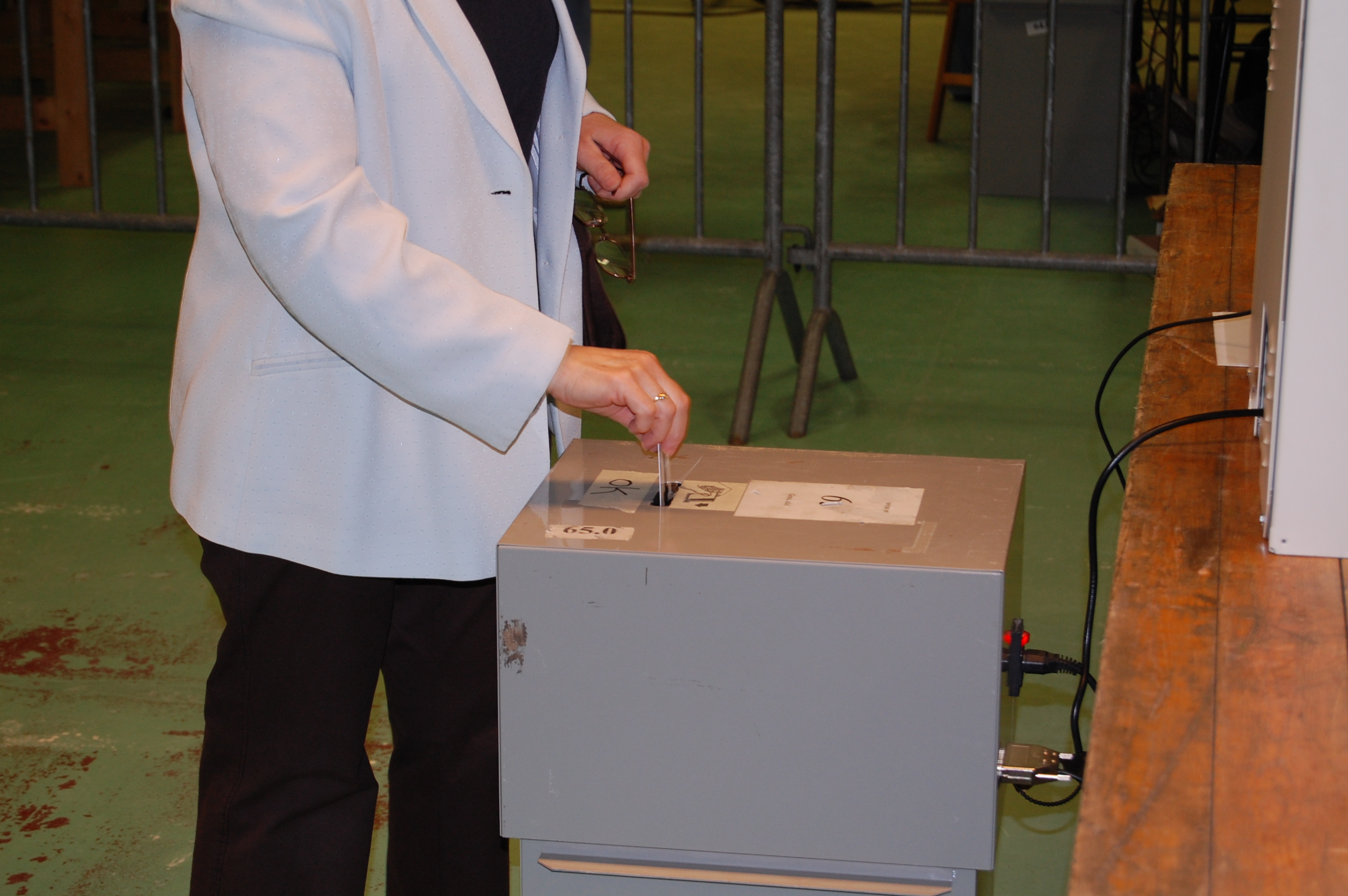
O persoană votând.

Votul este actul prin care o persoană își exprimă sprijinul sau preferința pentru o anumită moțiune, propunere, candidat sau selecție de candidați pe timpul unei votări, de formă secretă sau publică. Prin urmare, este o metodă de luare a deciziilor în care un grup, cum ar fi un consiliu sau un electorat, încearcă să-și evalueze opinia comună. Votul este o parte esențială în fiecare dintre formele de guvernământ care se bazează pe democrație și acestea trebuie să fie specializate în colectarea voturilor și semnăturilor acelei familii politice care se lansează în alegeri. Datorită acestui fapt, deciziile importante pot fi luate în mod echitabil și făcând a fi afirmat punctul de vedere al fiecărei persoane. Pe de altă parte, votul este considerat ca fiind egal, adică fiecare vot are aceeași valoare, indiferent cine este alegătorul. . . .  

## Votul în alegerile democratice
În politică, votul este folosit pentru ca alegătorii să aleagă membri ai guvernului sau al altor funcții publice și reprezentanți. Fiecare țară își stabilește propriile norme și mecanisme privind modul în care se vor desfășura diferitele alegeri .
Votul este o condiție necesară pentru ca un sistem politic să fie democratic. Sunt guverne autoritare în care restricțiile de prezentare a candidaturilor ating un grad care le împiedică să fie considerate democratice.
Alegerile nu se celebrează exclusiv în sisteme politice democratice. Există sisteme autoritare care, conștiente de incapacitatea lor de a-și falsifica legitimitatea, se simt tentate să recurgă la alegeri, care sunt de natură plebiscitară și se desfășoară fără garanții de curățenie democratică care evită încălcările sistematice și, în general, virulente, ale regulilor de joc inerente democrațiilor. Alegerile într-o dictatură anulează, creează imense obstacole sau sunt belicoase cu comportamentul competitiv partizan. Confruntarea partizană este înlocuită de omniprezența unui singur partid, sau cu amenințări de diversitate prin prezența unor candidați presupus alternativi pentru că, până la urmă, se înțelege că acest tip de alegeri nu vor afecta, în niciun caz, pe cine dețin monopolul de putere. Tranziția politică de la sistemele autoritare la democrație, mai devreme sau mai târziu, trebuie să urmeze calea alegerilor libere cu vot universal încă de la constituire.

### Tipuri de vot
După opțiuni

- Votul pozitiv
- Votul subtractiv
- Votul în alb
- Votul nul
- Abținere (dreptul de vot ne-exercitat)

După scop:
- Votul util
- Votul de protest

După mod:

- Votul prezențial
- Votul prin internet
- Votul electronic
- Votul de la distanță
- Votul prin poștă
- Votul delegat

Altele

- Votul cântat
- Votul pledat
- Votul observat

- Vot în alb cuantificabil
- Vot decisiv
- Vot aprobatoriu
- Vot contestat
- Vot liber

### Caracteristicile votului democratic
Democrația presupune celebrarea de alegeri periodice prin intermediul sufragiului universal, liber, egal, direct și secret. Toate aceste caracteristici sunt considerate în prezent condiții strict necesare pentru democrație iar nerespectarea chiar si doar a uneia dintre ele ne remite la votul ne-democratic, care poate fi restrâns, ne liber, inegal, indirect și public.

#### Universal
Întrucât votul universal există atunci când cetățenii în ansamblul lor dispun de dreptul de vot, fără a exista posibilitatea de excludere din cauza vreunei condiții sau împrejurări cu caracter discriminatoriu. Definiția electoratului și extensia sufragiului variază în funcție de timp și de loc și a dat naștere unor mari dezbateri. Este convenabil să ne amintim că istoria democrației a fost legată de extinderea în care a jucat un rol important presiunea sectoarelor excluse de la dreptul de a vota.
Pe durata secolului al XIX-lea și începutul secolului al XX-lea, accesul la urne era închis unor sectoare largi ale societății, printre altele: lucrători (discriminare pe bază de clasă socială), femei (discriminare sexistă) și non-albi (discriminare bazată pe rasă). De exemplu, în 1833 în Marea Britanie doar 4,7 la 100 din populație avea acces la vot. Într-un prim început, celebrarea alegerilor răspundea dorinței burgheziei de a accede la controlul Statului, fără a împărți acest control cu restul societății.
Odată cu Statul liberal, burghezia a recurs la sufragiu pentru a obține puterea politică ca sector privilegiat și a stabilit condiții care în practică excludeau de la dreptul de vot clasele de jos și de mijloc. Acest tip de sufragiu era restricționat pe motive de nivel de venit, proprietate sau avere (vot cenzitar), pe motive de nivel de studii sau pe orice altă condiție similară. Se mai putea întâmpla ca dreptul de vot să fie condiționat de plata vreunei anumite taxe de impozitare: o taxă specială pentru accesul la vot, inaccesibilă pentru marea majoritate a societății. Educația sau cultura puteau fi, de asemenea, instrumente discriminatorii în vremuri sau locuri în care analfabetismul era foarte răspândit. O altă limitare ar putea fi cerința unei perioade minime de rezidență înainte de a putea fi înscris în lista electorală, ceea ce ar putea fi discriminatoriu într-un context de mobilitate rezidențială ridicată a lucrătorilor aflați în căutarea unui loc de muncă.
Toate restricțiile discriminatorii menționate mai sus au căutat să priveze clasa lucrătorilor de la dreptul la vot. Realizarea votului universal masculin și odată cu depășirea obstacolului discriminării sociale, ca urmare a presiunii mișcării sindicale și a apariției partidelor de stânga, a reprezentat un punct de cotitură esențial pentru înțelegerea transformării statului liberal către Statul.democratic. În Europa, înființarea sa a fost amânată până la Primul Război Mondial, după un lung proces de abrogări și reintroduceri a acestui drept pentru bărbați. Având în vedere că au existat mai multe abrogări ale acestui drept, în Spania a fost introdus în 1868, 1890, 1931 și 1977.
După generalizarea votului în rândul bărbaților, a continuat să existe un vot restrâns de natură sexistă care excludea femeile de la participarea la viața politică și, deci, și din alte domenii ale vieții cotidiene. Printre motivele invocate pentru a împiedica femeile să voteze, regăsim argumente precum presupusa lor capacitate intelectuală mai scăzută, subordonarea femeilor față de bărbatul care era capul familiei⁠(d) (fie el tatăl sau soțul) sau acuzația de apatie sau de ignoranță a femeilor în legătură cu problemele politice. În unele țări în care femeilor li s-a acordat fără prea multă tragere de inimă accesul la vot, acestora le-a fost stabilit la o vârstă mai mare decât a bărbaților. Acesta a fost cazul în Marea Britanie, unde în 1918 doar femeile cu vârsta de peste treizeci de ani aveau voie să voteze. În Belgia (1919) doar văduvele și mamele victimelor de războiul iar în Portugalia (1931) doar femeile cu studii universitare.
În afara unor excepții „accidentale”, prima dată când femeile și-au putut exercita dreptul de vot a fost în 1866, la alegerile municipale din Suedia. Primele țări în care a fost implementat au fost statele nord-americane Wyoming (1869) și Utah (1870), precum și în Noua Zeelandă (1893) și Australia (1902). În Europa, au fost țările nordice. Țările cu tradiție catolică și musulmană au fost cele mai reticente la participarea femeilor, în timp ce în țările cu tradiție protestantă și evreiască, reticența a dispărut mai devreme.
În Spania votul feminin a fost admis în 1931 și a fost exercitat în 1933, deputata Clara Campoamor⁠(d) a fost principalul său apărător. În Argentina, unde a existat precedentul provinciei San Juan, care în 1928 stabilise votul feminin la nivel local, Camera Deputaților a aprobat în 1932 un proiect în acest sens al deputatului socialist Mario Bravo, dar Senatul nu i-a aprobat niciodată dezbaterea. Proiectul de lege a fost prezentat imediat după preluarea mandatului de noul guvern constituțional, la 1 mai 1946. Opoziția prejudecăților conservatoare a fost evidentă atât în cadrul partidelor politice care susțineau peronismul, cât și în cadrul partidelor de opoziție. În ciuda faptului că era un text scurt, de trei articole, care practic nu putea da naștere la discuții, Senatul (unde erau doar reprezentanți peroniști ) abia a dat doar jumătate din sancțiunea proiectului la 21 august 1946 și a trebuit să aștepte mai mult de un an.an ca Camera Deputaților sa sancționeze Legea 13.010 din 9 septembrie 1947 ceea ce a făcut in unanimitate adică a fost susținuta atât de deputați peroniști cat si de oponenți. Evita a făcut presiuni constant pe parlamentari să o aprobe, provocând chiar proteste din partea acestora din urmă pentru amestecul ei.
In afara de mișcarea muncitorească și de sufragistele mișcării feministe, în unele țări cererea de extindere a dreptului de vot a inclus și alte mișcări sociale, cum ar fi mișcările antirasiste. Excluderea minorităților etnice s-a produs prin diferite mecanisme: negându-li-se acestora condiția de cetățeni, interzicându-li-se dreptul de vot, restrângându-li-se dreptul de vot sau descurajându-li-se participarea lor politică. În Statele Unite până în 1965, votul cetățenilor afro-americani a fost împiedicat, iar Africa de Sud nu a implementat votul universal și egal până în 1994, punând asa capăt segregării rasiale.
O altă limitare a sufragiului care trebuie remarcată a fost discriminarea pe bază de vârstă, obișnuindu-se să se stabilească la douăzeci, douăzeci și unu, douăzeci și trei, douăzeci și cinci de ani sau mai mult, vârsta minimă pentru a se putea vota. Reducerea progresivă a vârstei de vot la optsprezece ani, începând cu anii 1970 și 1980, fusese frânată până atunci în multe țări, deoarece elitele politice se temeau că tinerii vor vota opțiuni mai radicale.

#### Liber
Într-un sistem constituțional de drepturi și libertăți, pluralismul politic, accesul deschis la procesul electoral, partidele in concurență, frecvența alegerilor și posibilitatea efectivă de a decide asupra permanenței sau înlocuirii puterii guvernamentale sunt trăsături distinctive ale acelor alegeri in care votul este liber.
Absența unei competiții electorale este un simptom clar al inexistenței democrației, iar prezența alegerilor nu indică ipso facto existența unui sistem politic democratic. Trebuie să existe un Stat dotat cu un sistem constituțional care să stabilească un cadru juridic în care drepturile persoanei și libertățile publice (de expresie, de ideologie, de asociere, de reuniune etc.) sunt recunoscute și garantate.
In acest context libertatea se referă la non-influență; aceasta înseamnă să nu iei neapărat în considerare opiniile altora, nici să accepți mită de la vreun partid politic sau de la cineva care îți cere sufragiul (votul).

#### Egal
Votul egal implică că fiecărui alegător trebuie să i se aloce același număr de voturi indiferent de persoana care le emite și, pentru aceasta, nu trebuie să existe diferențe cantitative în numărul de voturi (în general unul) disponibil pentru fiecare alegător. Vulnerarea votului egal (o persoană, un vot) vine din mâna votului inegal (sau a votului plural, cum i se mai spune), care consta în acordarea unuia sau mai multor voturi suplimentare anumitor tipuri de alegători. Votul inegal poate consta în faptul că un individ deține mai multe voturi pentru a le exprima în aceeași circunscripție electorală. Uneori se acordau mai multe voturi proporțional cu cantitatea de pământ pe care o dețineau sau proporțional cu baza de impozitare a proprietăților lor (Belgia, până în 1919). Sau se putea întâmpla să dispună de multiple voturi, câte unul pentru fiecare circumscripție, fiind calificat pentru aceasta, de exemplu, pentru deținerea de proprietăți în fiecare dintre ele (Marea Britanie a recunoscut asta până la 1948). Sau se putea stabili un contingent de alegători atașați unei circumscripții electorale conform unui criteriu distinct celui teritorial, cum ar fi criteriile profesionale sau criteriile socioeconomice; acești alegători putând vota cu mai multe voturi în circumscripțiile speciale menționate (de exemplu, circumscripțiile britanice ale titraților academici —stinse în 1948—, unde aceștia dispuneau mai multe voturi). Când în democrațiile avansate norma „un om, un vot” a fost depășită cu mult și odată consolidat principiul juridic „o persoană, un vot”, diverși autori au indicat că acum calea de urmat ar trebui să fie creșterea egalității votului. din perspectivă politică și trecerea la conceptul „o persoană, o valoare”, fiecare alegător aducând o contribuție egală la determinarea rezultatului alegerilor. În acest sens, John Stuart Mill a comentat:
„Nu există egalitate în sufragiu acolo unde votul unui individ izolat nu are aceeași valoare cu cel al altui individ aflat în cadrul vreunei comunități.”
Pe baza celor spuse, un vot de valoare egală sau echitativ ar consta în faptul că puterea electorală a votului fiecărui cetățean este cat mai apropiată și ca costul fiecărui scaun să fie similar, adică să fie ales de o fracțiune echitativă a populației. De exemplu, subreprezentarea zonelor urbane și supra-reprezentarea zonelor rurale este o sursă de discriminare care afectează echitatea votului. De asemenea, trebuie spus că alegerile nu sunt un proces pe deplin deschis și accesibil tuturor partidelor în mod egal. Inegalitatea resurselor financiare și accesul la mediile de comunicare afectează negativ egalitatea de șanse și limitează aspectul competitiv al relațiilor interpartide. La toate acestea trebuie adăugat că un sistem electoral poate produce rezultate inegale: există partide care, în raport cu sprijinul electoral obținut, sunt suprareprezentate, iar altele sunt subreprezentate în parlament. De asemenea, subliniază inegalitățile politice în ceea ce privește votul pasiv, cum ar fi scăzuta reprezentare a femeilor în cadrul elitelor politice. Acestea sunt chestiuni deschise dezbaterii.

#### Direct
Votul trebuie să fie efectuat de fiecare cetățean în mod direct, fără intermediari, pentru că fiecare membru al societății este capacitat să ia proprii decizii în funcție de propriile preferințe. Votul trebuie să fie direct, deoarece dreptul de vot nu este un drept transferabil. Alegerile indirecte constau în alegerea unor delegați sau împuterniciți, care la rândul lor vor alege guvernanții. Obiectivul unei astfel de intermedieri este acela de a filtra, chiar si numai moderat, proiectele cetățenilor, putându-li-se modifica astfel mandatul explicit. Acesta a fost cazul Constituției spaniole de la 1812 și este situația acelor senatori spanioli aleși de parlamentele comunităților autonome. În SUA, cetățenii nu votează direct președintele, ci împuterniciți, deși este adevărat că în prezent este respectat votul emanat de electorat și, prin urmare, sunt alegeri indirecte doar din punct de vedere formal.

#### Secret
Trebuie asigurată caracteristică de vot secret pentru a se garanta astfel libera decizie a votantului. Această libertate de alegere ar putea suferi condiționări in  cazul votului public sau al celui deschis. În acest fel, votul prin aclamație, prin ridicare a mâinii sau exprimat oral este coercitiv.
Alegătorul nu trebuie să-și perceapă libertatea politică limitată atunci când în cabina de vot alege cui dă votul și/sau când îl depune în urnă și din acest motiv este esențial ca intimitatea sa să fie garantată și nu să fie observată, astfel încât votul său nu fie ordonat sau cunoscut de nimeni altcineva. Pentru garantarea votului secret se instituie mecanisme precum obligativitatea folosirii cabinelor de vot închise, cu perdele sau uși opace și buletinele de vot și plicurile acestora, utilizarea urnelor sigilate, plicuri opace în care se pot introduce buletinele de vot și alte mecanisme care fac efectivă emiterea votului secret.
Trebuie precizat că garanțiile pentru ocrotirea secretului votului nu implică faptul că alegătorul, dacă dorește acest lucru în mod voluntar, nu își poate face cunoscut votul. Secretul votului este, așadar, o posibilitate care poate să nu fie exercitată de către alegător, dar care trebuie întotdeauna garantată. Toate acestea fără a aduce atingere obligației de a nu efectua propagandă electorală în timpul votării. Cu toate acestea, în unele țări, cum ar fi Argentina, fapta ca un alegător să-și declare votul poate fi considerată un delict electoral, iar votul acestuia poate fi declarat vot nul.
Australia a fost prima țară care a folosit votul secret în 1856. Odată cu introducerea tehnologiei informatice în alegerile din unele țări, sunt stabilite și mecanisme adecvate pentru emiterea secretă a votului.

#### Alte caracteristici
Pe lângă caracteristicile menționate, există o mare varietate de factori materiali și formali care trebuie să fie prezenți într-o alegere democratică de calitate, precum o periodicitate adecvată a alegerilor (cu un maximum de patru sau cinci ani), un sistem de garanții sociale sau niste reguli de propagandă electorală eficiente.
Votul trebuie să fie personal. Votul prin împuternicire poate fi supus manipulării sau furtului de identitate. Prin urmare, în cazul în care un alegător este în imposibilitate materială de a vota în ziua alegerilor, pentru a i se garanta dreptul de vot și, in același timp, pentru a se menține cerința ca votul să fie personal, pot fi articulate mecanisme care să combine ambele aspecte, cum ar fi votul prin poștă, votul sur place (când alegătorul este autorizat să voteze în alt loc decât cel care în principiu îi corespunde) sau votul în ambasade și consulate în cazul rezidenței în străinătate.
Existența unui consolidat sistem de partide va determina caracterul democratic al alegerilor; competiția dintre partide fiind un numitor comun al gamei largi de variații ale sistemelor electorale din cadrul democrațiilor. Printre disparitățile sale, caracterul singular al democrațiilor este subiacent confruntării politice între diferite partide și coexistența lor democratică. Elementul central il reprezintă competiția pe vot pentru a dispune de capacitatea de a reprezenta și de a guverna. Este clar că relațiile reciproce și plurale își au originea în sistemele cu mai multe partide, în timp ce în sistemele cu un singur partid nu există astfel de relații de reciprocitate. Toate acestea fără a aduce atingere mecanismelor de democrație directă.
În afară de cele menționate deja, o altă condiție pentru a lua în considerare sufragiul liber este ca alegerile să fie recurente. Periodicitatea trebuie să fie reglementată pentru a evita perpetuarea neelectivă la putere a elitelor politice. Dezvoltarea principiului electiv presupune desfășurarea de alegeri periodice (de regulă, într-o perioadă de maximum patru sau cinci ani) unde se pornește de la baza că acestea nu pot fi un instrument utilizat în mod excepțional și nici nu pot fi anulate convocările ulterioare cu scopul menținerii la putere.

## Structura de vot
Votul este un act relativ simplu care nu permite dezvăluirea nuanțelor preferințelor politice ale cetățenilor. Structura votului este forma de emitere sau de exprimare a votului și este strâns legată de forma candidaturii. Rae (1977)  distinge între votul categoric (alegătorul poate vota doar candidați de la un același partid) și votul ordinal (alegătorul poate vota candidați de la mai mult de un partid).
Majoritatea țărilor contempla votul categoric, în timp ce Irlanda, Malta, Australia, Luxemburg, Elveția, Germania, Franța și Spania au un vot ordinal pentru Senat. O altă tipologie face distincția fundamentală între două structuri de vot: votul unic și votul multiplu, care la rândul lor dau naștere la diferite modalități:
1. Votul unic este cel în care alegătorul dă un singur vot. Acest lucru se întâmplă indiferent de numărul de locuri alocate unei circumscripții electorale. Poate fi emis în circumscripții uninominale, la votul pentru o candidatură unipersonală, sau în circumscripții multinominale, la votul pentru o singură listă de candidați care este închisă și blocată.
2. Votul multiplu permite exprimarea a atâtor voturi câte locuri există într-o circumscripție, putându-se acorda maximum un vot fiecărui candidat. Se aplică în general în circumscripțiile cu mai mulți membri și pentru liste deschise si listele deblocate.
3. Votul alternativ este o formă de vot unic în care alegătorul își arată a doua preferință, adică indică ce candidat ar vota în cazul în care candidatul său ales ca primă preferință nu obține voturile necesare pentru a fi numit.
4. Votul limitat este o variantă a votului multiplu. În acest caz, alegătorul are un număr de voturi mai mic decât locurile de care dispune circumscripția electorală. Se aplică de obicei în circumscripții cu mai mulți membri și sisteme majoritare cu liste deschise .
5. Votul cumulativ este o altă variantă a votului multiplu. În acest caz, alegătorul are posibilitatea de a acorda mai multe voturi unui singur candidat, dacă asta dorește. Această capacitate de a acumula voturi poate fi sau nu limitată și poate sa fie exercitată de către alegător, care preferă să distribuie voturile între diferiți candidați.
6. Votul preferențial este acel tip de vot multiplu în care alegătorul își stabilește ordinea preferințelor pentru alegerea candidaților. Această ordine poate consta în introducerea unui număr în numele candidaților, sau, în indicarea unui număr determinat de candidați care. se poate reduce chiar la exprimarea preferinței pentru un singur candidat. Este asociat cu listele deblocate.
7. Votul combinat, cunoscut și sub denumirea de Panachage⁠(d), este un tip de vot multiplu în care aveți puterea de a selecta candidați din diferite partide, indiferent de poziția lor pe listă. Voința alegătorului poate configura un vot amestecând candidații din diferite liste și stabilește ordinea preferințelor acestora. Este asociat cu listele deschise .
8. Votul dublu este o conjuncție între două forme de candidatură: votul de listă și votul unei persoane. Alegătorul ia două decizii cu două voturi: cu un vot alege o listă de partid și cu celălalt vot alege un candidat, care poate aparține unui partid care nu coincide cu partidul pe care l-a ales în votul de listă.
9. Votul solicitat este o formă de vot restrictiv în care alegătorul trebuie să solicite (sau să „implore”) să i se permită să voteze, în general, unei autorități electorale. Este de obicei folosit cu grupuri ale căror drepturi civile sunt puse, de facto, sub semnul întrebării. Spania a impus-o, din 2011, rezidenților săi din străinătate.

## Votul obligatoriu
Actul de a vota este voluntar în majoritatea țărilor. Cu toate acestea, în unele țări, cum ar fi Argentina și Brazilia, au sisteme de vot obligatorii, a căror nerespectare constituie o infracțiune administrativă. În Peru, votul este obligatoriu la alegerile prezidențiale, regionale, municipale și parlamentare, iar nerespectarea atrage o amendă . În Uruguay, votul este obligatoriu la alegerile naționale și departamentale, iar nerespectarea reprezintă un delict . Votul este obligatoriu în Bolivia, iar nerespectarea este un delict .

## Votul înregistrat
Unii  cred că de îndată ce voturile sunt înregistrate într-un mediu invizibil pentru oameni, alegătorii vor pierde orice posibilitate de a verifica modul în care voturile lor sunt colectate și adunate pentru a produce rezultatul final. Astfel, ei ar trebui să aibă încredere absolută în acuratețea, onestitatea și securitatea întregului aparat electoral. Aceasta se referă în special la votul electronic, deoarece, pentru cei care nu l-au programat, calculatoarele acționează doar ca cutii negre, iar operațiunile lor pot fi verificate doar cunoscând datele introduse și comparând rezultatele așteptate cu cele existente, dar în sistem de vot secret, nu se cunosc voturile primite și nici nu există niciun rezultat așteptat cu care să se compare rezultatele alegerilor.

## Votul tinerilor

### Argentina
Legea votului tinerilor permite tinerilor argentinieni să voteze de la vârsta de 16 ani în toată țara la alegerea candidaților naționali (senatori și deputați pentru Congresul Național), președinte și vicepreședinte, pentru aceasta trebuie să aibă in DNI actualizarea de la14 ani și să fie înscriși în lista electorală (care este lista tuturor persoanelor autorizate să voteze). Dacă tânărul care are 16 sau 17 ani nu votează, acesta nu primește nicio sancțiune, deoarece votul este obligatoriu de la vârsta de 18 ani.

## Vezi si
- Democrație
- Democrație directă
- Alegeri primare
- Scrutin
- Vot la distanță
- Vot programatic (Colombia)